# Polistes madocii
Polistes madocii är en getingart som beskrevs av Kirby 1884. Polistes madocii ingår i släktet pappersgetingar, och familjen getingar. Inga underarter finns listade i Catalogue of Life.